# Carlton Inter-Continental

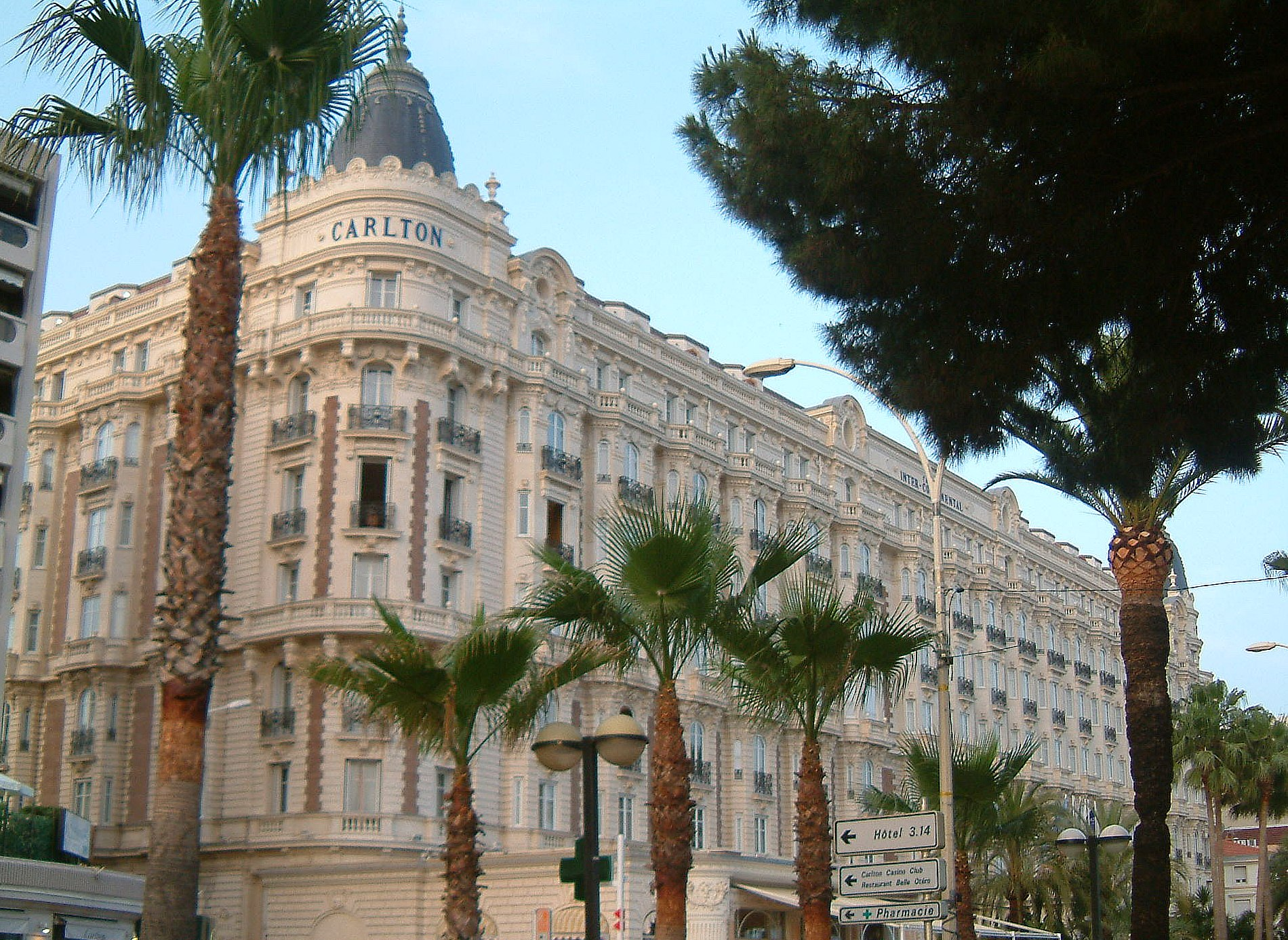
InterContinental Carlton Cannes i Cannes

InterContinental Carlton Cannes hotel är ett 343-rums lyxhotell beläget på Boulevard de la Croisette 58 i Cannes på den franska rivieran. Byggnaden har av den franska regeringen klassats som en nationellt historisk byggnad. Under filmfestivalen i Cannes är hotellet det mest prestigefulla att bo på och det obestridda huvudkontoret för affärsuppgörelser i filmindustrin.
Hotellet ingår i InterContinental Hotels Group.
Hotellet är med i Elton Johns musikvideo I'm Still Standing (från 1983) och New Orders musikvideo World (The Price of Love). Hotellet var även en central plats i Alfred Hitchcocks film Ta fast tjuven.
När Grace Kelly bodde på hotellet vid 1955 års filmfestival stämde hon träff med prins Rainer III av Monaco vilket senare ledde till deras bröllop 1956, då hon blev furstinnan Grace.

## Galleri

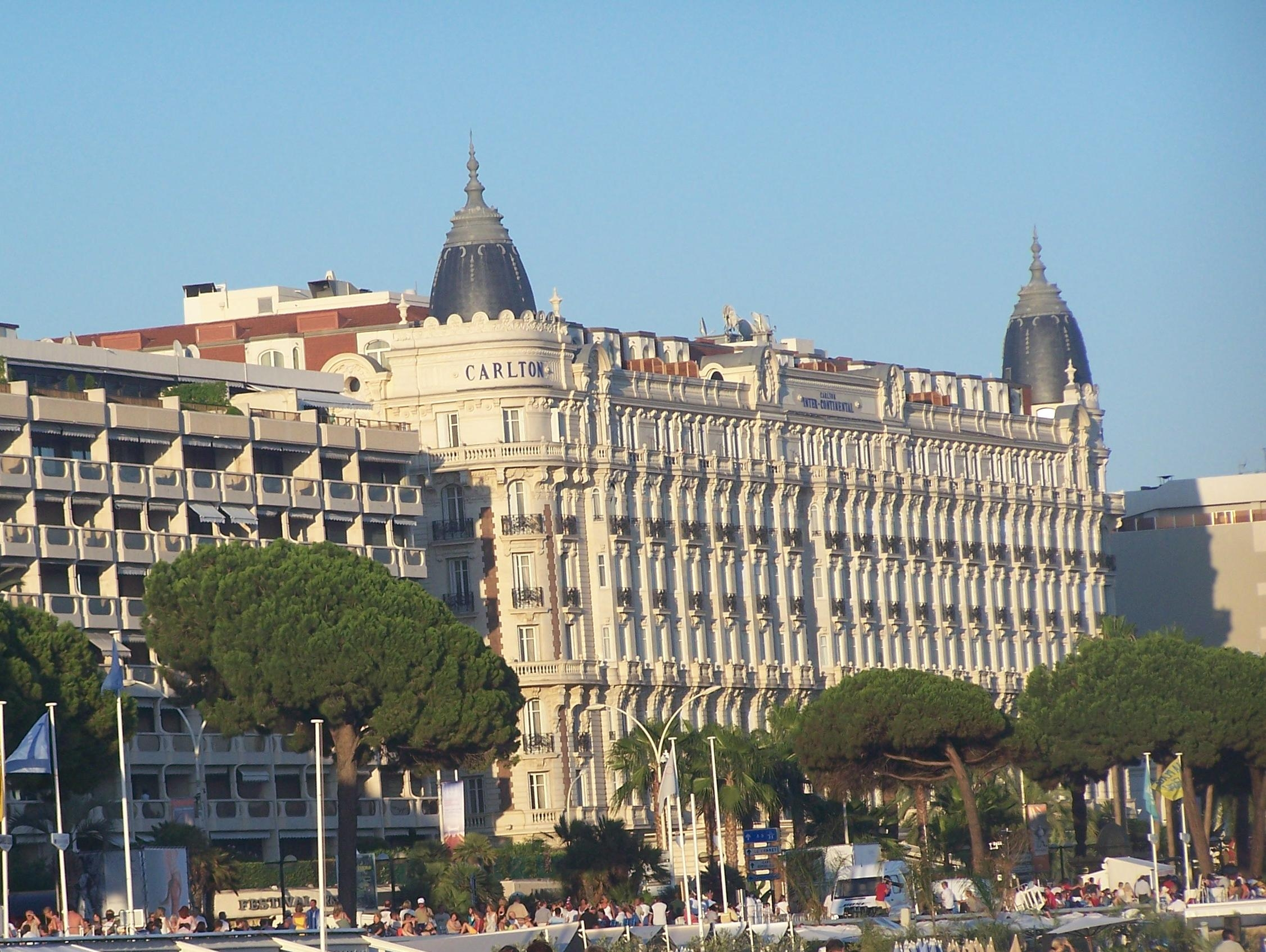
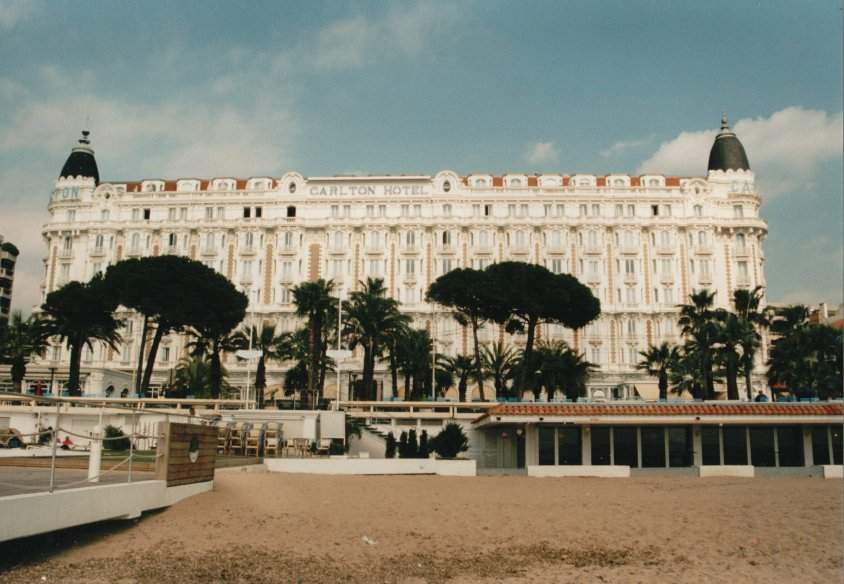